# Aspitates gonarcha
Aspitates gonarcha är en fjärilsart som beskrevs av Louis Beethoven Prout 1927. Aspitates gonarcha ingår i släktet Aspitates och familjen mätare. Inga underarter finns listade i Catalogue of Life.